# Megapomponia merula
Espèce
La cigale Megapomponia merula est une espèce d'insecte de l'ordre des hémiptères, de la famille des Cicadidae, de la sous-famille des Cicadinae et du genre Megapomponia.

## Répartition
La cigale Megapomponia merula se rencontre sur l'île de Bornéo.

## Description

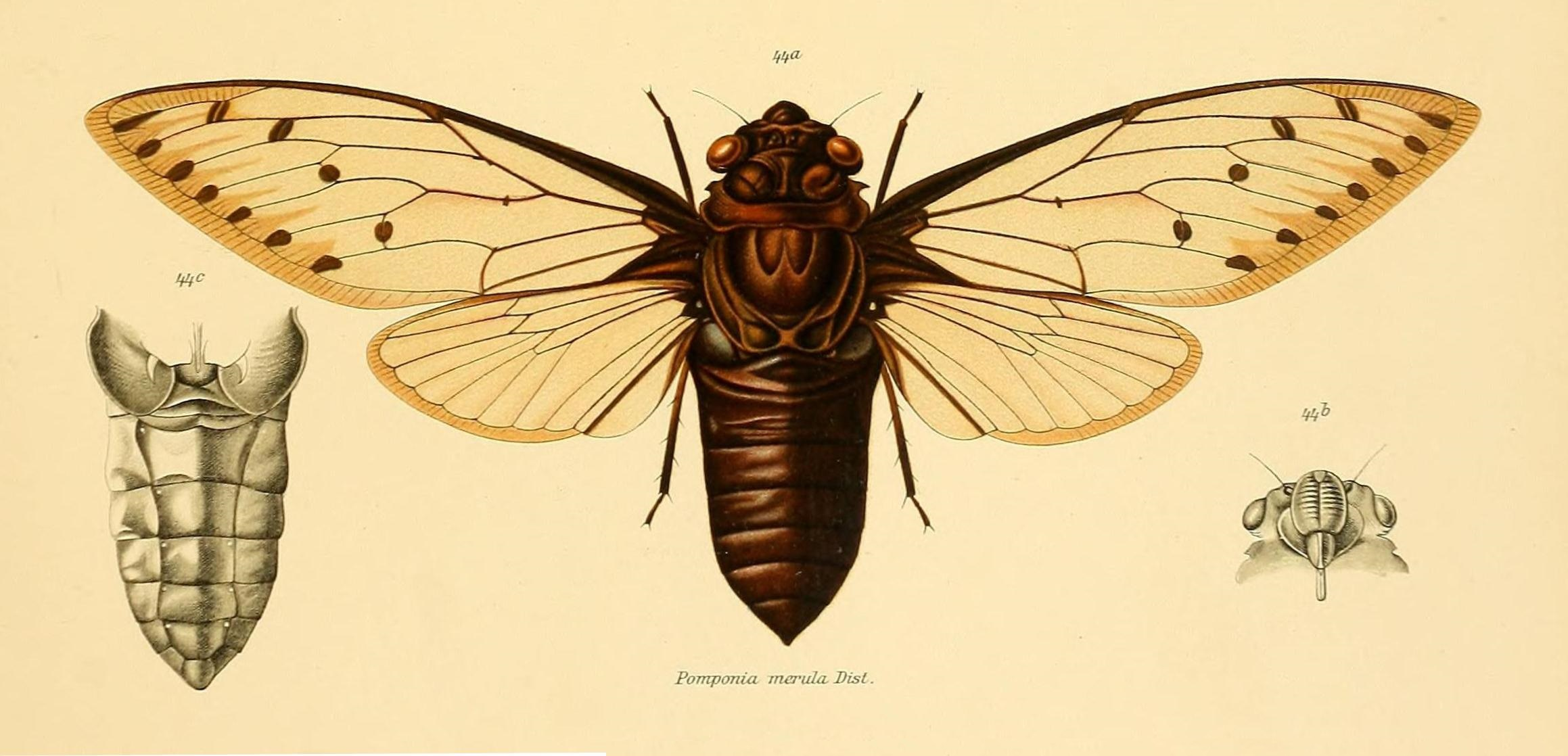
Megapomponia merula

Megapomponia merula mesure de 67 à 72 mm de long pour une envergure de 188 à 194 mm.

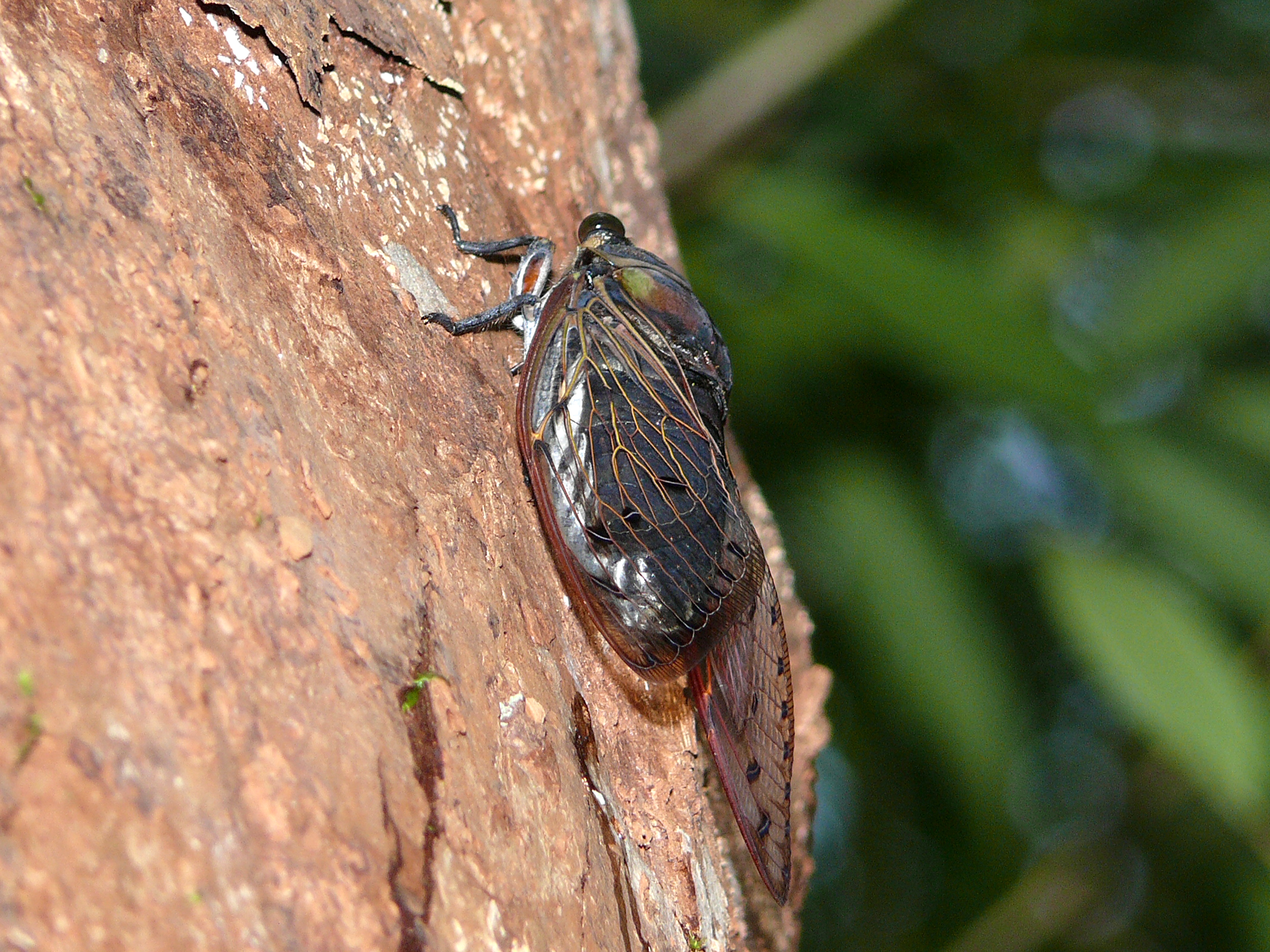
Megapomponia merula

Le corps est de couleur châtaigne foncé. Les bords postérieurs et latéraux du pronotum et du sternum sont plus ou moins ocre terne. L'avant et la face présentent des stries, un point dans la région des ocelles et un autre entre cette zone et les yeux qui sont noirs. Le pronotum et le mesonutum présentent des marques noires mais le bord postérieur du pronotum est immaculée. Il y a un point entre la face et les yeux. Le coxae, le dessous des fémurs, dans une plus faible mesure les tibias et l'operculum sont noirs. Les tegmina et les ailes sont pâles et hyalines. La nervation est brun ocre. Les tegmina présentent des points bruns sur les nervures transverses aux sommets des premières, secondes, troisièmes et quatrièmes zones ulnaires et à proximité des sommets de chaque nervure longitudinale dans la zone apicale. La base des ailes présente deux fines stries longitudinales brun foncé.

## Systématique
L'espèce a été décrite par le zoologiste britannique William Lucas Distant en 1905 sous le protonyme Pomponia merula.

### Synonymie
- Pomponia merula Distant, 1905 (protonyme)[2]

### Espèce similaire
Megapomponia merula est similaire à Megapomponia imperatoria dont elle se distingue par un operculum noir, plus petit et plus transverse et par l’absence de marques sur le bord postérieur du pronotum.